# Oxyprosopus superbus
Oxyprosopus superbus là một loài bọ cánh cứng trong họ Cerambycidae.